# Questron II
Questron II est un jeu vidéo de rôle développé par Westwood Associates et publié par Strategic Simulations en 1988 Apple II, Apple IIGS, Atari ST, Commodore 64, IBM PC et Amiga. Après la sortie de Questron en 1984, Strategic Simulations, qui détient les droits sur la franchise, décide d’en publier une suite dont le développement est confié à Westwood Associates. Le jeu reprend de nombreux éléments du premier volet mais bénéficie d’amélioration graphique avec notamment l’ajout d’une carte automatique et des environnements en 3D et en couleur. Il se déroule dans le même univers médiéval-fantastique que son prédécesseur mais à une période antérieure. Le joueur doit y détrôner six sorcier fou afin d’empêcher la création du Livre de la Magie.

## Développement
Après la sortie de Questron, Strategic Simulation peine a capitaliser sur son succès et a en développer une suite. Le contrat qui lie les frères Dougherty à SSI leur donne en effet le droit de créer une suite et de la proposer à d’autres éditeurs mais stipule qu’ils doivent alors donner à SSI une chance de surenchérir sur l’offre des leurs concurrents avant de signer un éventuel contrat. Les Dougherty n’ont cependant pas compris cette nuance, ou on choisit de l’ignorer, et ils signent un contrat avec Electronic Arts pour la création d'un deuxième volet. Lorsqu’ils annoncent la nouvelle à Joel, celui-ci décide donc d’attaquer en justice Electronic Arts afin de faire valoir ses droits. La suite potentiel de Questron est alors mis en suspens jusqu’au jugement, en avril 1987, qui statue en faveur de SSI. Peu après, la suite développée par les Dougherty est publié par Electronic Arts mais sous un nouveau titre, Legacy of the Ancients. En parallèle, ils se voient contraint de concevoir, mais pas de programmer, une autre suite pour le compte de SSI. Son développement est alors confié à Westwood Associates, qui réalise à l’époque de nombreux portage pour le compte de SSI. Questron II est finalement publié en février 1988 et malgré son côté « peu inspiré », dû aux circonstances de sa conception, il connait un certain succès et se vend même mieux que le premier volet.

## Accueil
| Questron II       |      |        |
| Média             | Nat. | Notes  |
| ACE               | GB   | 81,9 % |
| Amiga Computing   | US   | 79 %   |
| Commodore User    | US   | 7/10   |
| Dragon            | US   | 4/5    |
| Jeux et Stratégie | FR   | 4/5    |
| Zzap!64           | GB   | 80 %   |

Au total, Strategic Simulations a vendu plus de 50 000 copies du jeu.
Rétrospectivement, la journaliste Scorpia du magazine Computer Gaming World juge que Questron II reprend un thème familier et offre, à peu près, la même chose que son prédécesseur, en un peu plus facile. Elle note ainsi qu’il met avant tout l’accent sur le hack 'n' slash, en ne proposant pas d’énigmes, avant de conclure qu’il n’est pas aussi bon que son prédécesseur et se révèle donc être, au mieux, « médiocre » .